# Trevélez

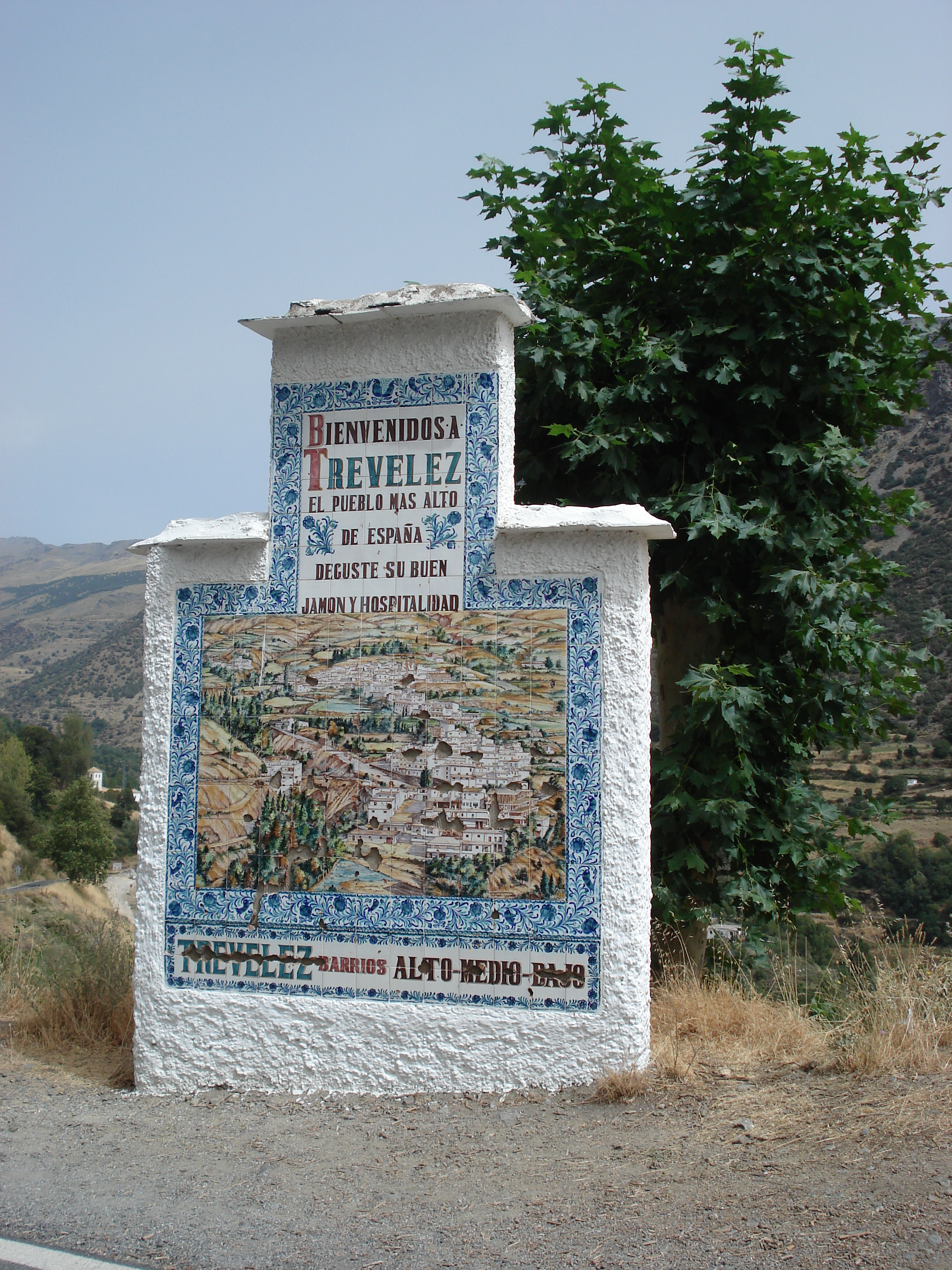
Entrada al poble de Trevélez

Trevélez és un municipi situat en la part septentrional de La Alpujarra (província de Granada), a uns 97 km de la capital provincial. Aquesta localitat limita amb els municipis de Güéjar Sierra, Jerez del Marquesado, Bérchules, Juviles, Busquístar, Pórtugos i Capileira. Gran part del seu terme municipal -el de major altitud de la península Ibèrica- es troba en el Parc nacional de Sierra Nevada i arriba fins al cim més alt de la península Ibèrica, el Mulhacén.
Per la seva ubicació, és la porta per a un gran nombre d'excursions a Sierra Nevada. Els seus camins ens porten a llocs com Siete Lagunas, Mulhacén, Pico del Rey, Alcazaba, Vacares, Goterón i Cerro Pelao, Puerto Jerez entre altres per la part esquerra mentre pel lateral dret trobem Peñabón, Piedra Ventana i Peña Cabrera.
El poble és també molt conegut per la qualitat dels seus pernils.

## Estructura
El Río Trevélez (río Grande) i el río Chico, junt al Poqueira (afluents del Guadalfeo) envolten el poble.
Trevélez està dividit en tres barris (Alto, Medio i Bajo), amb una diferència de nivell de fins a 200 metres, de fet, les cases més elevades del Barrio Alto arriben als 1.650 metres d'altitud sobre el nivell del mar.

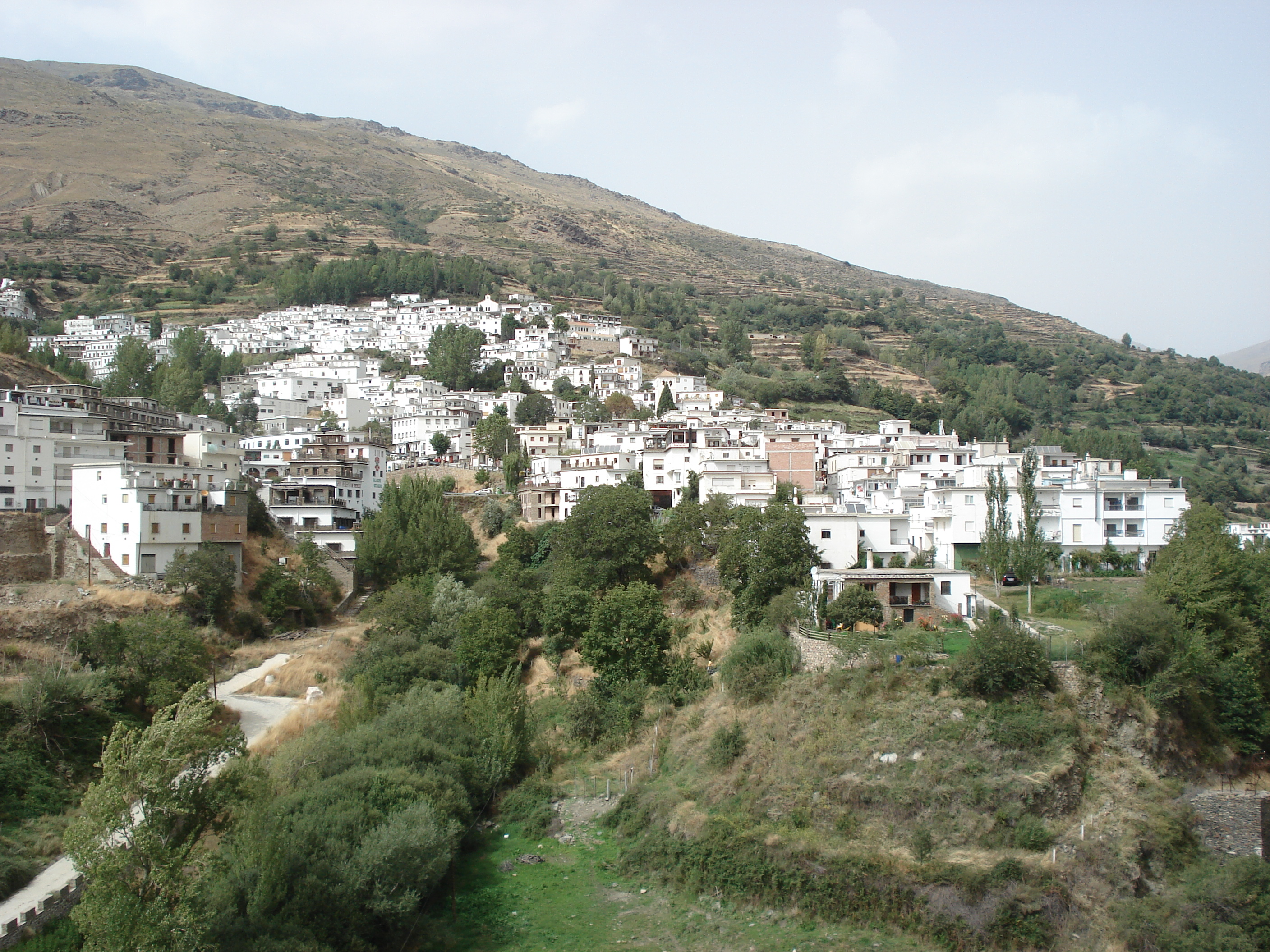
Vista general de Trevélez

## Festes
- 16 de Gener és el "Chisco de San Antón". S'encenen focs per obtenir la protecció de "San Antón" pels animals i les collites.
- Les festes patronals de "San Antonio" se celebren el 13 i 14 de juny i inclouen representacions de moros i cristians.
- Des de fa alguns anys s'ha recuperat la festa de "San Benito", on a més de diversos actes religiosos s'ofereixen "papes de matanza" a tots els visitants de la localitat.
- El 5 d'agost des de 1912 se celebra la "Romeria al Mulhacén de la Virgen de las Nieves".

## Llocs d'interès

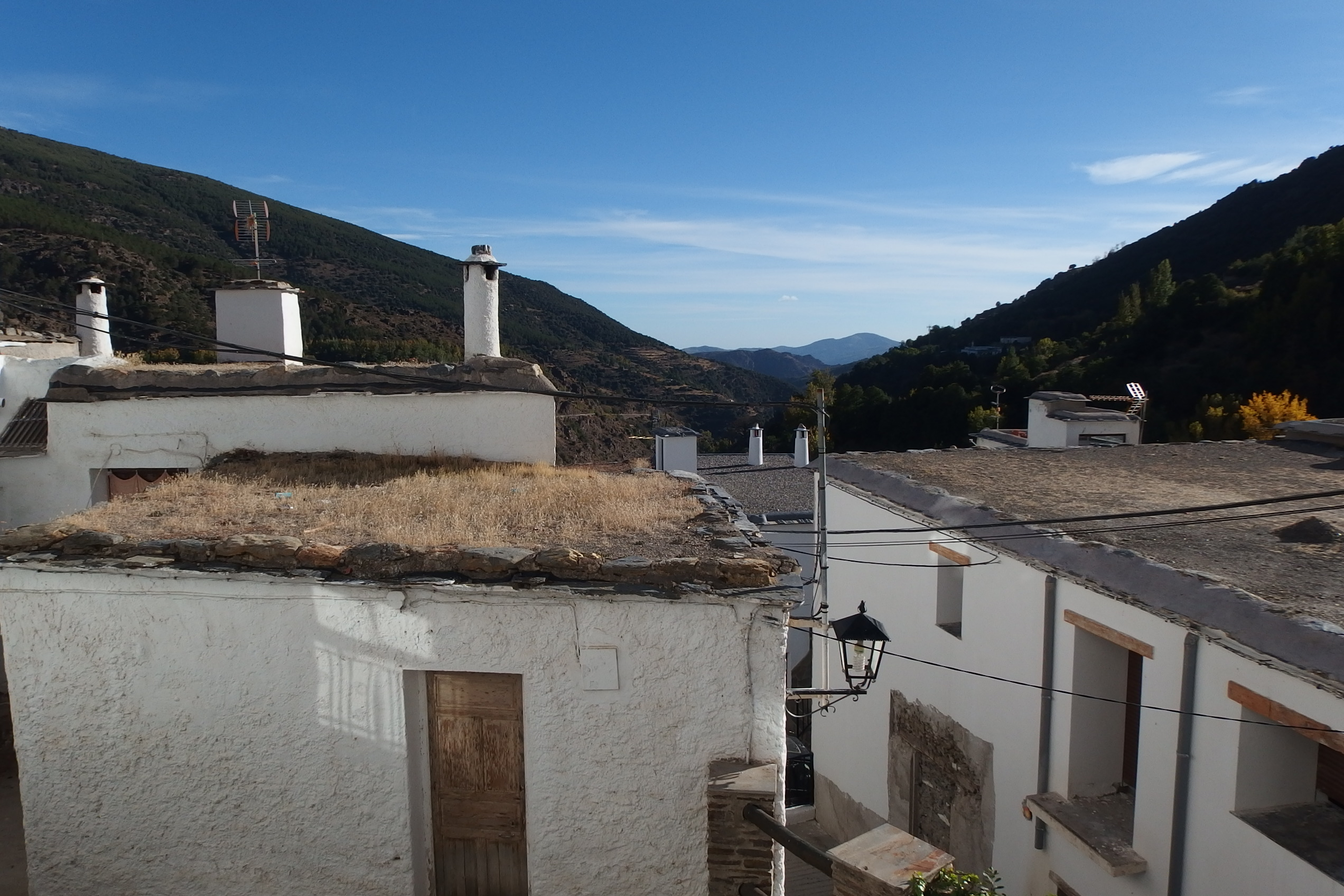
Els "terraos" de Trévelez

El Barri Alt: És el més típic i singular de Trevélez per conservar encara els elements més tradicionals de l'arquitectura de L'Alpujarra, que es manifesta en els habitatges, terraos (són terrats plans en lloc de teulada), xemeneies, i tinaos, així com l'ornamentació de balcons i finestres. També són de destacar les fonts-safareigs, situats en els diferents barris del municipi. També trobam nombroses eres, que en l'actualitat s'han convertit en magnífics miradors panoràmics.
Església Parroquial de Sant Antoni: És del s XVIII
Ermita de Sant Benet: És del s. XIX.